# August Font i Carreras
Pour les articles homonymes, voir Carreras.
August Font i Carreras, né à Barcelone le 2 juin 1846 et mort à Barcelone le 6 mars 1924 , fut un architecte et Professeur espagnol actif à la fin du XIXe siècle et au début du XXe siècle.

## Biographie
Élève privilégié de Elies Rogent, il obtint sa maîtrise en 1869. Il commença à se faire remarquer professionnellement grâce à son travail dans la Basilique de Nuestra Señora del Pilar de Saragosse, où il dirigea les travaux de restauration et renforcement de la coupole centrale. Il intervint également dans la rédaction, avec Rogent, du projet de restauration de la Cathédrale de Tarragone, et participa à celle de la Cathédrale Sainte-Marie de Gérone.
Son travail le plus remarquable fut la façade gothique de la Cathédrale Sainte-Eulalie de Barcelone — et plus particulièrement la coupole —, où sa maîtrise de l'architecture néogothiaue est remarquable. Il fut également responsable du désormais disparu Palais des Beaux-Arts de Barcelone (es), réalisé à l'occasion de l'Exposition universelle de 1888 de Barcelone ; des Arenas — actuellement transformées en centre commercial (es) — ; du Palau de les Heures — également connu comme « Casa Gallart », de style néoclassique français et actuellement intégré au campus Mundet de l'université de Barcelone — ; du café-restaurant disparu Maison dorée (es) — ; de l'Église de la Charité de Barcelone; de la Basilique de Sainte Marie de Vilafranca (es) ; et de la Casa Vía Raventós, Cal Figarot, qui héberge actuellement le siège social des Castellers de Vilafranca.